# اسماعیل العیساتی
اسماعیل العیساتی (انگلیسی: Ismaïl Aissati؛ زادهٔ ۱۶ اوت ۱۹۸۸) بازیکن فوتبال اهل مراکش است.
از باشگاه‌هایی که در آن بازی کرده‌است می‌توان به باشگاه فوتبال احمد گروزنی، باشگاه فوتبال ویتس‌آرنهم، باشگاه فوتبال توئنته، باشگاه فوتبال آنتالیااسپور، باشگاه فوتبال پی‌اس‌وی آیندهوون، و باشگاه فوتبال آژاکس آمستردام اشاره کرد.
وی همچنین در تیم‌های ملی فوتبال زیر ۲۱ سال هلند و مراکش بازی کرده‌است.